# БайАрена
БайАрена (нім. BayArena) — футбольний стадіон в  Леверкузені, домашня арена команди «Баєр 04».

## Історія
Стадіон був відкритий в 1932 році і був названий на честь колишнього президента Bayer AG та засновника клубу  Ульріха Габерланда. Початково стадіон був розрахований на 20 000 місць. В 1986 році почалась реконструкція яка тривала до 1997. Місткість стадіону була збільшена до 22 500 місць. В 1998 році стадіон отримав свою сучасну назву. 
В 1999 до стадіону прибудували готель, декілька номерів якого виходять безпосередньо на поле. Також в комплекс стадіону входить ресторан і декілька конференц-залів.
30 березня 2007 року концерном  Bayer AG було прийняте рішення про збільшення кількості місць. Роботи тривали до середини 2009 року.
Стадіон буде однією із арен яка буде приймати Чемпіонат світу з футболу серед жінок 2011.